# Лещовидна галактика
Лещовидна галактика е вид галактика, междинна между елиптична и спирална в морфологичната класификация на галактиките. Те имат мащабни дискове, но нямат спирални ръкави. Това са галактики, които са изгубили повечето от междузвездната си материя и следователно търпят много малко звездообразуване. Все пак, те могат да имат значително количество прах в диска си, от което следва, че са съставени основно от стари звезди. Въпреки морфологичните разлики, лещовидните и елиптичните галактики споделят някои общи свойства като спектрални характеристики и мащабни връзки. И двете могат да се считат за ранни галактики, които пасивно еволюират.

## Морфология и структура
Лещовидните галактики са уникални по това, че имат видим дисков компонент, както и видим изпъкнал компонент. Те имат доста по-голямо съотношение изпъкнатина към диск в сравнение с типичните спирални галактики и нямат каноничната структура на спирални ръкави на късните галактики. Разпределението на лещовидните галактики се покачва постепенно в граници между 0,25 и 0,85, докато разпределението на спиралните галактики е относително равномерно в тези граници.
Често се смята, че лещовидните галактики са слабо разбран преходен етап между спиралните и елиптичните галактики. Това се дължи на факта, че те имат едновременно големи дискови и изпъкнали компоненти. Дисковият компонент обикновено няма особени черти, което изключва класификация, подобна на спиралните галактики. Тъй като изпъкналият компонент (балджа) обикновено е сферичен, класификация като елиптична галактика също е неуместна. Оттук, лещовидните галактики се разделят на подкласове, например според количеството наличен прах.
Повърхностната яркост на лещовидните галактики е добре описана чрез сбора на профила на Серсик за сферичната компонента плюс експоненциално намаляващ модел (индекс на Серсик n ≈ 1) за диска. Понякога се наблюдава прекъсване на повърхностната яркост на лещовидни галактики. Тези черти са последователни с общата структура на спиралните галактики. Въпреки това, изпъкналият компонент е по-тясно свързан с елиптичните галактики в морфологично отношение. Този сферичен регион, който преобладава във вътрешността на лещовидните галактики, има по-стръмен профил на повърхностната яркост (индекс на Серсик обикновено от 1 до 4) от дисковия компонент. Лещовидните галактики се различават от бездисковите елиптични галактики чрез анализ на профилите им на повърхностна яркост.
В много отношения съставът на лещовидните галактики е подобен на този на елиптичните. Например, и двата вида са съставени основно от по-стари и по-червеникави звезди, а всичките им звезди са по-стари от милиард години. В допълнение към тези общи звездни атрибути, кълбовидните звездни купове се срещат по-често в лещовидните галактики, отколкото в спиралните галактики със сходна маса и светимост. Те имат много малко или никакъв молекуларен газ (следователно липса на образуване на звезди) и нямат значително излъчване на водород α. За разлика от елиптичните галактики, те все още могат да съдържат значително количество прах.

## Кинематика
Лещовидните галактики споделят кинетични свойства както със спиралните, така и с елиптичните галактики. Това се дължи на значителната изпъкналост и дискова природа на лещите. Изпъкналият компонент е подобен на този на елиптичните галактики по това, че се поддържа от налягането на централна дисперсия на скорост. Обаче, кинематиката на лещовидните галактики се диктува от ротационно поддържания диск. Това ще рече, че средното кръгово движение на звездите в диска е отговорно за стабилността на галактиката. Следователно, кинематиката често се използва за разграничаване на лещовидните галактики от елиптичните галактики. Разграничаването на елиптичните и лещовидните галактики често разчита на измервания на дисперсията на скоростта (σ), скоростта на въртене (v) и елиптичността (ε). Диференцирането често се прави чрез анализиране на съотношението v/σ за фиксирана ε.
Кинематиката на дисковите галактики често се определя от H-алфа емисионните линии, които обикновено не присъстват в лещовидните галактики, поради тяхната липса на студен газ. Оттук, кинематичната информация и грубата оценка на масата за лещовидните галактики често идва от звездните абсорбционни линии, които са по-малко надеждни от измерванията на емисионните линии. Също така, съществува значително трудност при извеждането на скоростта на въртене за лещовидните галактики. Тези ефекти правят кинематичните измервания на лещовидните галактики по-трудни в сравнение с нормалните дискови галактики.

## Образуване
Морфологията и кинематиката на лещовидните галактики в известна степен предполагат начина за образуване на галактиката. Техният дискообразен и прашен вид предполагат, че те произлизат от избледнели спирални галактики, чиито ръкави са изчезнали. Обаче, някои лещовидни галактики са по-сияйни от спирални галактики, което ще рече, че те не са просто избледнели остатъци от спирални галактики. Възможно е лещовидните галактики да са резултат от сливане на галактики, което увеличава общата звездна маса и може да придаде нов дискообразен вид без ръкави. Не е изключена и теорията техните дискове да са се образували и нараснали чрез акреционни газови събития.